# Рандей
Рандей, або Runday  — щотижневі забіги на п'ятикілометрову дистанцію, які організовуються волонтерами та проводяться у різних містах України.

## Історія
Організацію створено в 2016 році Ієном Бірдером, англійцем, що мешкає в Україні, та його товаришем Олександром Ружицьким. Перед тим як запустити Runday, вони намагалися організувати Parkrun в Україні, але британське керівництво забігів їм відмовило.
15 грудня 2017 року Рандей офіційно зареєстрували як громадську організацію. Найперший забіг відбувся 2016 року на Трухановому Острові, де пізніше Ієн став головним організатором. Другою біговою локацією Києва стала «Оболонь Рандей».
Метою забігів є об'єднання зацікавлених бігом людей, проте це не змагання — трасу можна пробігати або пройти, можна брати участь з дітьми або тваринами, можна пересуватися на інвалідній колясці. Також немає жодних обмежень за віком.
Кожен бігун має особистий кабінет на сайті, де може перевірити свої результати. Також на сайті є статистика з кожної окремої бігової локації та загальна таблиця результатів за всю історію забігів.
Після відкриття проєкту ідея поширилася на інші міста України: Тернопіль, Львів і Одесу, Маріуполь, Коломию, Харків, Сєвєродонецьк і Краматорськ.
В Одесі, в парку ім. Тараса Шевченка, відбувся перший англомовний забіг. Дистанція — 5 км.
На період карантину забіги Runday тимчасово проводились онлайн — Runday Solo Run, які дозволяли учасникам з п'ятниці по неділю пробігти дистанцію в будь-який зручний час, заповнити форму та потрапити до таблиці результаті[неавторитетне джерело].

## Організація забігів
Організацією Runday займаються самі бігуни та волонтери. На кожній локації є кілька організаційних ролей: директор забігу та координатор волонтерів. Самі волонтери теж мають свої ролі: деякі стоять на контрольних точках, фіксують час і результати, деякі біжать або їдуть на велосипедах разом з бігунами для забезпечення безпеки.
Для участі у забігах необхідно зареєструватися на сайті організації.

## Тематичні забіги

### Забіг Санта-Клаусів
У останню суботу перед Новим Роком на всіх бігових локаціях Рандей традиційно влаштовуються забіги Санта Клаусів (Santa Run). Бігунам пропонують прийти у новорічних костюмах. Після забігу зазвичай проводять конкурс на найкращий костюм та найхаризматичнішого Санту. Забіги Santa Run часто привертають увагу ЗМІ, наприклад, у 2016 року ТСН зробили фоторепортаж з місця подій.

### Забіг проти дискримінації
Восени 2016 року був проведений перший щорічний забіг про дискримінації. Ціль забігів —  привернути увагу до правової та соціальної нерівності у суспільстві. Забіг провели під гаслом «Біжи не від, а проти дискримінації!». Учасники розповідали про особисті історії щодо проявів дискримінації, також після забігу можна було отримати консультацію експерта про те, як реагувати та куди звертатися якщо ви зазнали дискримінації.
5 травня 2018 року до акції долучилися 10 міст України.

### Забіг «Україна без тютюну»
19 травня 2018 року відбувся забіг «Україна без тютюну» в рамках Всесвітнього дня без тютюну. Він був проведений у 5 містах України, у забігу брати участь депутати та лідери громадської думки. У Києві під час забігу працювали спеціалісти, що могли дати консультацію щодо залежності від паління та виміряти рівень чадного газу у легенях.

### Забіг Run for Peace and justice
Навесні 2018 року Runday розпочали співпрацю з ПРООН Україна, які допомогли відкрити нові бігові локації у містах України. 26 травня 2018 року завдяки цій співпраці був проведений «Забіг за мир та рівність», котрий відбувся у десяти містах.